# Mayo-Chinchipe
La cultura dei Mayo-Chinchipe è una cultura precolombiana esistita dal 5500 A.C. al 1700 A.C. negli altipiani dell'attuale Ecuador.

## Ubicazione
Si estende dalla fonte del fiume Valladolid, nel Parco nazionale di Podocarpus in Ecuador, fino a dove scorre il Chinchipe che va a confluire nel Marañon (nell'area di Bagua), e per questo è stata chiamata con i nomi di questi fiumi.

## Cultura
Il più conosciuto sito archeologico dei Mayo-Chinchipe è quello di Santa Ana (La Florida), dove è stato trovato un tempio.
Si ritiene che questa cultura avesse pratiche religiose di tipo sciamanico; sono stati riscontrati elementi che sembrerebbero indicare una specializzazione del lavoro all'interno del complesso 
Questa popolazione era a conoscenza di tecniche di lavorazione della pietra e della ceramica, e consumavano i frutti del cacao e forse anche la birra ricavata dal mais.